# Quercus conspersa
Quercus conspersa är en bokväxtart som beskrevs av George Bentham. Quercus conspersa ingår i släktet ekar, och familjen bokväxter. Inga underarter finns listade.